# La Califa
La Califa es una película de coproducción italo-francesa dirigida en 1970 por Alberto Bevilacqua.
El escritor y director de cine Alberto Bevilacqua decidió ser él mismo quien llevase a la pantalla sus propias novelas. Empezó su carrera como director con esta obra propia escrita diez años antes. Bevilacqua trata de profundizar en el personaje interpretado por Romy Schneider sin conseguir unos resultados demasiado convincentes. Una rara película difícil de ver en nuestros días, con algunos temas musicales dignos de antología. 

## Sinopsis
La "Califa" es el apodo que se da en la región de Emilia a una mujer volitiva y sin prejuicios. La "Califa" es una mujer viuda cuyo marido fue asesinado durante una huelga con la policía.
Ella odia a Doberdò, propietario de la fábrica en la que su marido trabajaba cuando fue asesinado. La esposa del hombre asesinado, Lady Califa, se enfrenta a Doberdò varias veces. En cada ocasión que se enfrentan, ambos se sienten atraídos el uno por el otro, hasta que acaban siendo amantes. La fábrica en sí misma sirve de telón de fondo para esta historia de amor.
Sin embargo, al final Doberdò será asesinado por los sicarios enviados por otros industriales que le ayudaron a conseguir el amor de "Lady Califa".

## Premios
- 1971 - Una nominación al Premio "Palma de Oro" (Festival de Cannes); Premio "David" a Ugo Tognazzi como Mejor Actor (Premios David de Donatello)[2]
- 1972 - Premio "Nastri d'Argento" a Albero Bevilacqua como Mejor Director Debutante y Premio "Nastri d'Argento" a Marina Berti como mejor actriz secundaria, junto con Silvana Mangano por Muerte en Venecia (1971) (Sindacato Nazionale Giornalisti Cinematografici Italiani)[3]